# Chloderich
Chloderich, gen. der Vatermörder († 509), war Sohn Sigiberts von Köln und nach dessen Ermordung für kurze Zeit König der Rheinfranken.

## Herkunft und Familie
Über Chloderichs Familie ist wenig Gesichertes bekannt, einzig, dass sein Vater der Kleinkönig Sigibert von Köln war. Ob dieser, und damit auch Chloderich, der Dynastie der Merowinger zuzurechnen ist, wird in der neueren Forschung bezweifelt. Ebenso unklar ist, ob auch ein gewisser Munderich Chloderichs Sohn war.

## Leben
Im Jahr 507 zog König Chlodwig I. in einem Bündnis mit den Burgundern und den Rheinfranken gegen die Westgoten zu Felde. Die Rheinfranken wurden dabei von Chloderich angeführt, wohl in Vertretung für seinen Vater Sigibert I. Dieser konnte durch eine Kriegsverletzung am Knie, die aus der Schlacht von Zülpich herrührte, nicht mehr gehen. In der Schlacht von Vouillé unterlagen die Westgoten den Franken.

### Der Mord Chloderichs an seinem Vater Sigibert
Seinen Beinamen Vatermörder erhielt Chloderich durch eine Intrige des fränkischen Königs Chlodwig I. Dieser stellte Chloderich heimlich die Nachfolge als Unterkönig in Köln für dessen alten und – laut Quellenberichten – lahmen Vater Sigibert in Aussicht. Er setzte dafür allerdings ein amicitia-Bündnis (etwa Freundschaftsbündnis) voraus, in diesem Fall ein Bündnis mit Chloderich bzw. seiner Gefolgschaft. Chloderich ließ seinen Vater daraufhin ermorden, als sich dieser gerade auf einer Landpartie befand.
Chloderich betrachtete sich nach dem Tod seines Vaters nicht nur wegen der Versprechungen Chlodwigs als legitimen Nachfolger, sondern auch weil er im Besitz von Sigiberts Reich und seines Kronschatzes war. Auf eine Erbfolge alleine konnte er sich zur damaligen Zeit noch nicht stützen.

### Ermordung Chloderichs und politische Folgen
Chloderich ließ Chlodwig von Sigiberts Tod unterrichten und lud ihn ein, Boten zu ihm zu senden, um sich an Sigiberts Schatz, den er nun besaß, zu bereichern. Als Chloderich nach Aufforderung eines der Boten tief in den Geldkasten griff, soll er von hinten mit einer Axt erschlagen worden sein.
Damit hatte Chlodwig I. sowohl Sigibert als auch Chloderich ausgeschaltet, beteuerte aber öffentlich seine Unschuld, da er die Gräueltaten nicht selbst verübt habe. Er marschierte in Köln ein und ließ sich durch Akklamation zum König erheben. Dies erachten einige Historiker als nichtliturgische Art der Amtseinsetzung nach germanischem Vorbild.
Ein Aufstand von Chloderichs mutmaßlichem Sohn Munderich, welcher die Nachfolge Chloderichs beanspruchte, wurde im Jahre 532 von Theuderich I. niedergeschlagen.

## Möglicher Bestattungsort
Ein vager Hinweis auf den Bestattungsort Chloderichs und seines Vaters Sigibert findet sich in der älteren Forschungsliteratur: In einem Schreiben berichtet der Abt Rudolf von Sint-Truiden am 15. September 1122, wie er als Augenzeuge des Fundes vierer kostbar ausgestattet beigesetzter Krieger am 13. Oktober 1121 in der Kirche St. Gereon anwesend gewesen sei. Während er und Zeitgenossen diese vier Gräber zunächst als die der thebaischen Märtyrer (nach dem Vorbild eines ersten Fundes von 1071) interpretierten, schloss man im frühen 20. Jahrhundert auf Grund der Grabbeigaben, die in mittelalterlichen Fundberichten erwähnt sind, auf die Gräber vornehmer Franken bzw. merowingischer Könige.
Da eine der Leichen enthauptet war, wurde diese 1928 als der ermordete Sigibert identifiziert, was allerdings schon in den 1940er Jahren stark bezweifelt wurde, da Sigibert nicht enthauptet, sondern erstochen worden war. Die Kleidung der Toten (seidene Gewänder und purpurne Mäntel) und die Grabbeigaben (Schmuck und Schwerter) lassen zwar die Interpretation zu, dass es sich tatsächlich um Adelige oder sogar Könige handele. Ob Chloderich und Sigibert darunter sind, ist jedoch nicht gesichert. Nach seinem Sieg über die Alamannen in der Schlacht von Zülpich hatte sich der fränkische König Chlodwig taufen lassen und war vom Heidentum zum katholischen Glauben übergetreten. Ob ihm fränkische Kleinkönige oder Verbündete wie Sigibert oder Chloderich folgten, ist nicht in jedem Fall nachzuweisen. Dies wäre aber eine Voraussetzung für die Bestattung innerhalb einer Kirche gewesen.

## Rezeption bei Gregor von Tours
Gregor von Tours stellt für die Person Chloderichs die wenigen Informationen, die überliefert sind, zusammen. Die für den Merowinger relevanten Teile der zehn Geschichtsbücher (Decem libri historiarum), entstanden zwischen 573 und 575. Das Werk ist allerdings mit gründlicher Quellenkritik zu genießen, da es eigentlich nicht als „klassisches“ Geschichtswerk, sondern mit „heilsgeschichtlicher Intention“ verfasst wurde. Die Geschichte ist in Gregors Aufzeichnungen als göttliche Weltordnung dargestellt: durchzogen von Wundern, göttlichen Strafen und Belohnungen, sowie vielen Gegenüberstellungen von Gut und Böse. Der gelegentlich benutzte Titel Geschichte der Franken (Historia Francorum) verschärft mögliche Fehlinterpretationen als Geschichtswerk zudem.
Vor allem im Urteil über seine Protagonisten sticht Gregors Weltbild stark heraus: So wird z. B. die Ermordung Chloderichs als umgehende Strafe Gottes für dessen Vatermord interpretiert, die Politik Chlodwigs dagegen relativ milde bewertet.